# Quách Bá Hùng
Quách Bá Hùng (sinh tháng 7 năm 1942) là Thượng tướng về hưu Quân Giải phóng Nhân dân Trung Quốc. Ông Hùng, được cho là thân tín của cựu Chủ tịch nước Trung Quốc Giang Trạch Dân 
, từng là Phó Chủ tịch Ủy ban Quân sự Trung ương Cộng hòa Nhân dân Trung Hoa, từ 2002 tới 2012. Trong thời gian đó, ông cũng là thành viên Bộ Chính trị Đảng Cộng sản Trung Quốc, bộ phận quyết định vận mạng Trung Quốc. Ông ta bị khai trừ khỏi đảng Cộng sản vào ngày 30 tháng 7 năm 2015, và bị kết án tù chung thân ngày 25 tháng 7 năm 2016 về tội tham nhũng.

## Tiểu sử
Quách Bá Hùng sinh ra tại Lễ Tuyền, tỉnh Thiểm Tây. Vào tháng 8 năm 1958, ông Hùng, lúc đó 16 tuổi và vừa hoàn thành trung học, bắt đầu làm việc tại một hãng xưởng của quân đội ở Hưng Bình, tỉnh Thiểm Tây. Ông sau đó đã gia nhập Quân đội Giải phóng nhân dân vào năm 1961. Hai năm sau, ông gia nhập vào Đảng Cộng sản Trung Quốc. Ông đã được đào tạo tại Đại học Quốc phòng Trung Quốc và trường võ bị Tây An, nơi ông tốt nghiệp.
Quách Bá Hùng đã được thăng chức liên tục trong thập niên 1970. Trong Sư đoàn 55 của quân đoàn 19, ông đã lên chức từ một người lính lên đến tham mưu trưởng Sư đoàn 55 vào năm 1982. Năm 1983 ông là tham mưu trưởng của quân đoàn 19 cho đến năm 1985, khi ông trở thành Phó Tham mưu trưởng Quân khu Lan Châu sau khi quân đội Trung Quốc được tái tổ chức dưới thời Đặng Tiểu Bình. Sau đó ông Hùng trở thành chỉ huy của tập quân đoàn 47 chỉ trong ba năm. Năm 1993 ông Hùng trở thành phó chỉ huy của Quân khu Bắc Kinh, trung tâm của cơ sở quốc phòng Trung Quốc, và vào năm 1997 chỉ huy của Quân khu Lan Châu. Vào tháng 9 năm 1999, ông trở thành một thành viên của Ủy ban Quân đội Trung ương, Phó tham mưu trưởng.
Năm 2002, tại Đại hội toàn quốc lần thứ 16 của Đảng Cộng sản Trung Quốc, Quách Bá Hùng đã trở thành Phó Chủ tịch Quân ủy Trung ương (CMC), phục vụ cùng với Hồ Cẩm Đào, người đã trở thành Tổng Bí thư của Đảng Cộng sản ở cùng đại hội. Phó Chủ tịch-của CMC là vị trí điều hành cao nhất cho sĩ quan quân đội. Với chiếc ghế này, Quách có quyền quyết định việc chi tiêu ngân sách quốc phòng cũng như quyết định các công ty nào được tham gia dự án của quân đội. Năm 2012, ngân sách quốc phòng của Trung Quốc là hơn 100 tỷ USD. Quách Bá Hùng giữ chức vụ đó trong 10 năm. Ông về hưu tại Đại hội toàn quốc lần thứ 18 vào tháng 11 năm 2012.

## Điều tra
Từ khi Quách Bá Hùng về hưu, Tập Cận Bình, Tổng Bí thư của Đảng Cộng sản Trung Quốc và là người chỉ huy tối cao của quân đội, bắt đầu một chiến dịch chống tham nhũng sâu rộng. Ông Hùng là chủ đề của những tin đồn sôi nổi xung quanh khả năng dính líu vào những vụ tham nhũng trong thời gian ông còn nắm quyền, đặc biệt là trong truyền thông của người Trung Quốc ở nước ngoài. Đồng nghiệp cũ của ông cùng một cấp bậc, tướng về hưu Từ Tài Hậu, đã phải ra Tòa án Quân đội và bị khai trừ khỏi Đảng Cộng sản vào mùa hè năm 2014. Ông Hùng thường được gọi hoa mỹ trong truyền thông Trung Quốc là "Con sói Tây Bắc" (西北狼), để chỉ gián tiếp tới khẩu hiệu Tập Cận Bình "đả hổ và diệt ruồi". Vào tháng 2 năm 2015, con trai của Quách Bá Hùng, Quách Chính Cương, một thiếu tướng hải quân của quân đội Giải phóng Nhân dân, đã bị bắt giữ để điều tra bởi cơ quan quân sự. Reuters tường thuật tháng 3 năm 2015, Quách Chính Cương đã "trải qua điều tra" rồi.
Sau khi được sự chấp thuận của Bộ Chính trị Đảng Cộng sản Trung Quốc, Quách Bá Hùng bắt đầu bị điều tra vào ngày 09 tháng 4 năm 2015 bởi Ủy ban Kiểm tra Kỷ luật của Ủy ban Quân đội Trung ương. Ngày 30 tháng 7, sau một cuộc họp Bộ Chính trị, Ủy ban Kiểm tra Kỷ luật Trung ương Đảng Cộng sản Trung Quốc, cơ quan tối cao chống tham nhũng của đảng, phát hành một tuyên bố buộc tội ông Hùng tội chính tay nhận hối lộ và thông qua gia đình của mình để đổi lấy "giúp đỡ trong việc lên chức sĩ quan. " Ông bị khai trừ khỏi Đảng Cộng sản Trung Quốc và vụ án của ông đã chuyển đến cơ quan công tố quân sự để xét xử.
Ngày 1/8/2015, tờ báo China Times tiết lộ, Quách Bá Hùng, đã mặc quần áo phụ nữ, đội tóc giả để trốn ra nước ngoài vào ngày 15/7/2014, nhưng đã bị Cục Quản lý không lưu phát hiện, và cho bắt. Theo báo này, ông Hùng đã có ý định đào tẩu từ tháng 3/2014, sau khi ông Từ Tài Hậu, cựu Phó chủ tịch Quân ủy Trung ương Trung Quốc bị bắt. Quách Bá Hùng được cho là đã nhờ ba nhân vật giúp đỡ trong cuộc đào tẩu này đó là Phó Chính ủy Quân khu Bắc Kinh Trần Hồng Nham, Phó chủ nhiệm hậu cần lực lượng Không quân Trung Quốc Vương Thanh và Phó Giám đốc cơ quan kiểm soát không lưu Trung Quốc Lưu Tử Vinh. Lưu Tử Vinh đã nhảy lầu tự tử hồi tháng 2 năm 2015, trong khi hai người còn lại đang bị điều tra.
Quách Bá Hùng, một điều đáng kể, là thành viên thứ tư của Bộ Chính trị thứ 17 của Đảng Cộng sản Trung Quốc bị trục xuất khỏi Đảng Cộng sản (ba người trước đó là Bạc Hy Lai, Chu Vĩnh Khang, và Từ Tài Hậu).
Theo số liệu chính thức, tổng cộng 39 tướng (tính cả con trai ông Quách, Thiếu tướng Quách Chính Cương) đã bị bắt giữ.
Quách Bá Hùng được coi là kẻ hoang dâm vô độ, đã bao nuôi dài ngày tới mười mấy người tình trẻ. Những người đẹp này sau khi lọt vào mắt Quách Bá Hùng, đều được Từ Tài Hậu điều về các đoàn văn công Chiến Hữu, chiến sĩ, Tiền Tiến và Hải Chính để phục vụ Quách.

## Gia đình
Quách Chính Cương, Phó Chính ủy Quân khu Chiết Giang, bị cho là đã lợi dụng ảnh hưởng của cha để trúng thầu 2 dự án được xây trên đất quân đội năm 2007. Vợ của Chính Cương là Wu Fangfang đã thu lợi 1,5 tỷ nhân dân tệ (241 triệu USD) từ việc cho thuê hai trung tâm thương mại trong suốt 5 năm, cho tới khi chồng mình bị điều tra.